# Шупфгайм
Шупфгайм (нім. Schüpfheim) — громада  в Швейцарії в кантоні Люцерн, виборчий округ Ентлебух.

## Географія
Громада розташована на відстані близько 45 км на схід від Берна, 25 км на південний захід від Люцерна.
Шупфгайм має площу 38,4 км², з яких на 5,3% дозволяється будівництво (житлове та будівництво доріг), 59,4% використовуються в сільськогосподарських цілях, 33,2% зайнято лісами, 2,2% не є продуктивними (річки, льодовики або гори).

## Демографія
2019 року в громаді мешкало 4206 осіб (+7,2% порівняно з 2010 роком), іноземців було 6,7%. Густота населення становила 110 осіб/км².
За віковим діапазоном населення розподілялося таким чином: 22,7% — особи молодші 20 років, 58,5% — особи у віці 20—64 років, 18,8% — особи у віці 65 років та старші. Було 1648 помешкань (у середньому 2,5 особи в помешканні).
Із загальної кількості 2407 працюючих 414 було зайнятих в первинному секторі, 627 — в обробній промисловості, 1366 — в галузі послуг.